# Bellena
Bellena (Blena in dialetto parmigiano) è una frazione del comune di Fontevivo, in provincia di Parma.
La località dista 2,13 km dal capoluogo.

## Geografia fisica
La località sorge in posizione pianeggiante alla quota di 53 m s.l.m., sulla sinistra del fiume Taro. Il territorio, in gran parte coltivato, è attraversato da numerosi canali artificiali, i più antichi dei quali scavati dai monaci cistercensi in epoca medievale.

## Storia
Il territorio, in origine paludoso a causa della presenza di numerosi fontanili, fu bonificato a partire dall'XI secolo da parte dei monaci cistercensi dell'abbazia di San Bernardo di Fontevivo; in quel periodo fu edificata la primitiva chiesa di San Lorenzo.
In seguito Bellena e la vicina Bianconese furono assegnate in feudo ai conti Sanvitale di Fontanellato, che ne mantennero i diritti fino alla loro abolizione sancita da Napoleone nel 1805.
Nel 1934 l'Agip individuò a Bellena un importante giacimento di gas naturale, di cui avviò lo sfruttamento nel 1940; nel 1952 l'attività risultava già in esaurimento, per cessare completamente negli anni seguenti.

## Monumenti e luoghi d'interesse

### Chiesa di San Lorenzo

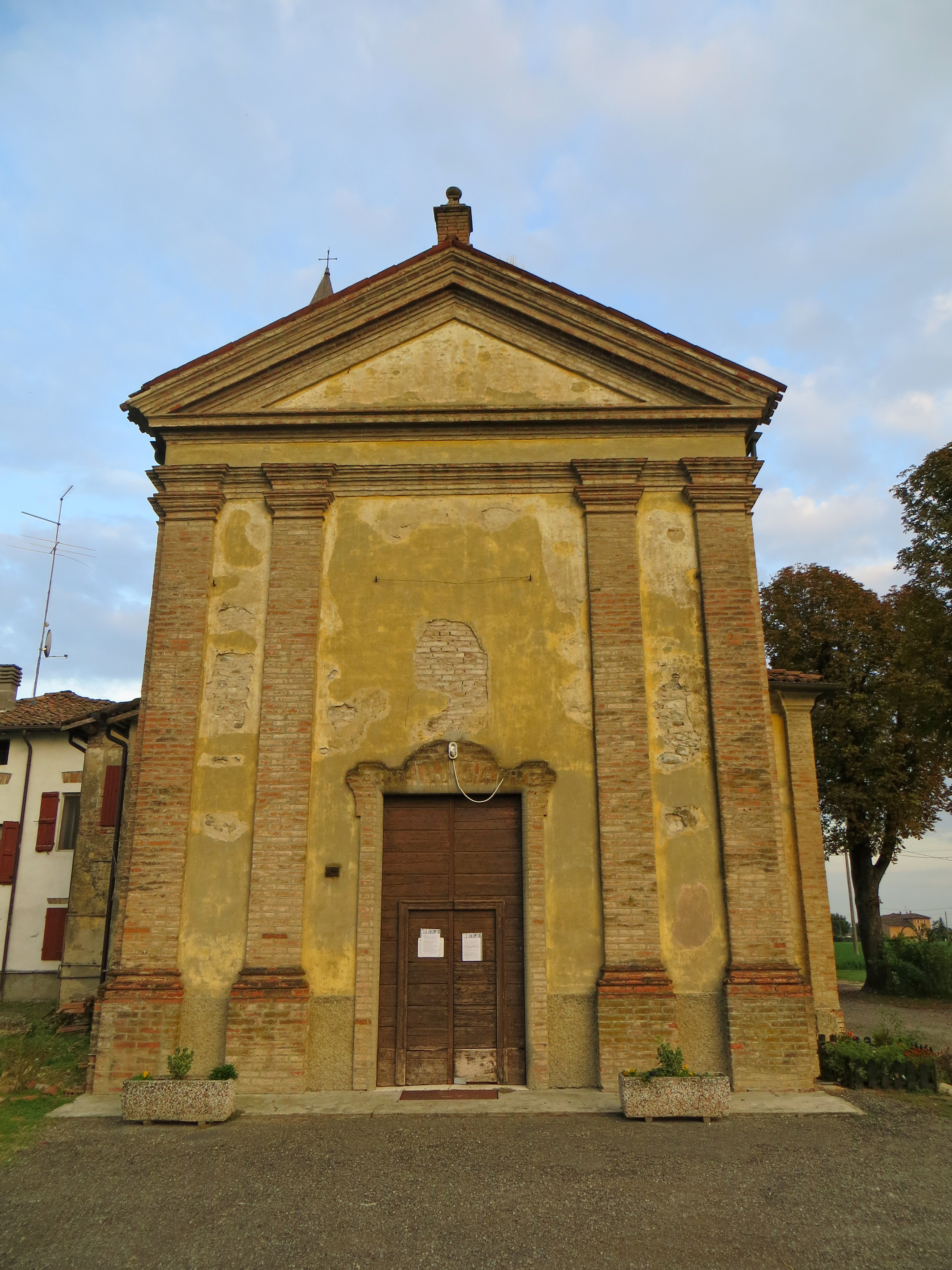
Chiesa di San Lorenzo

Edificata originariamente entro l'XI secolo, la chiesa fu chiusa al culto alla fine del XV secolo in quanto pericolante; completamente ricostruita in stile rinascimentale prima del 1525, fu ristrutturata in forme barocche nel 1743; al suo interno è presente un coro settecentesco in legno intarsiato.

### Villa Mandelli Tedoldi

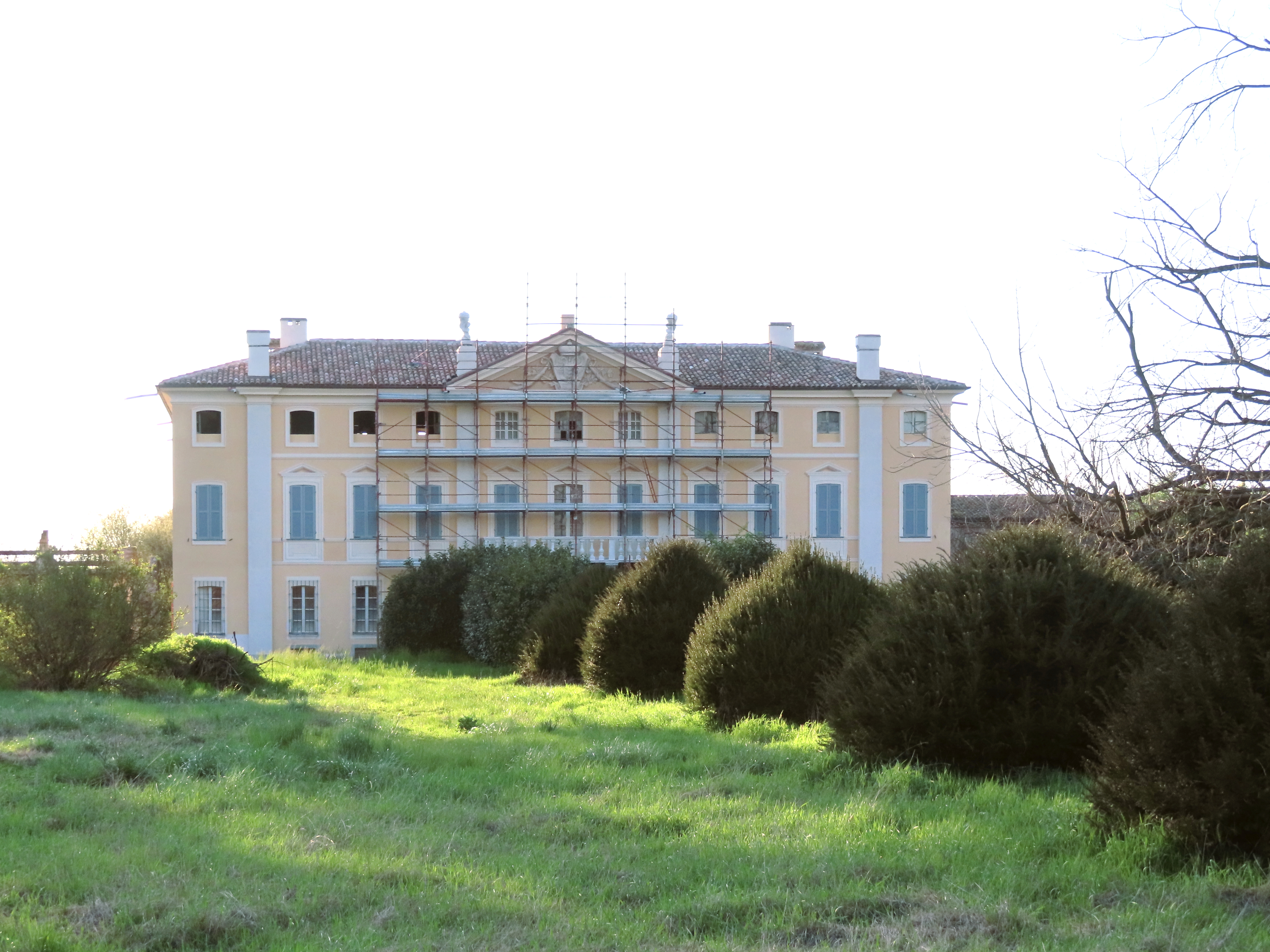
Villa Mandelli Tedoldi

Edificata verso la fine del XVIII secolo probabilmente su progetto dell'architetto Lotario Tomba, la villa neoclassica si sviluppa su una pianta a U all'interno di un vasto parco cinto da mura; la monumentale facciata tripartita è caratterizzata dalla porzione centrale delimitata da due lesene doriche d'ordine gigante, a sostegno del frontone triangolare spezzato di coronamento, contenente lo stemma della nobile famiglia che commissionò l'edificio; all'interno il salone del piano nobile è decorato con affreschi, raffiguranti al centro della volta a padiglione l'Aurora che scaccia la Notte, eseguita da Carlo Angelo Dal Verme nel 1795.